# Teinobasis olivacea
Teinobasis olivacea là một loài chuồn chuồn kim trong họ Coenagrionidae.
Teinobasis olivacea được Ris miêu tả khoa học năm 1915.